# Günther Knesch
Günther Knesch (* 1931) ist ein deutscher Architekt und bayerischer Baubeamter.
Knesch promovierte 1984 an der Technischen Universität München zum Dr.-Ing. Er war lange Jahre Leiter des Staatlichen Hochbauamts Landshut. In dieser Zeit setzte er sich für die Baukultur und die Denkmalpflege ein. Er erforschte und dokumentierte den Scheunentyp des Bundwerkstadels und kümmerte sich um die Renovierung und Rekonstruktion historischer Sonnenuhren.

## Ehrungen
- 2012: Verdienstkreuz am Bande der Bundesrepublik Deutschland

## Schriften
- Der Bundwerkstadel. Wissenschafts-Verlag Rothe, Passau 1989.
- Die Sonnenuhren von Sankt Martin. Rotary Club Landshut, Landshut 1989.
- (gemeinsam mit C. G. Holtzhausen): Licht und Zeit. Sonnenuhren in Landshut. Verlag der Jos. Hochneder’schen Buchhandlung, Landshut 1990.
- Bundwerkstadel aus Ostoberbayern. Bauernhausmuseum Amerang, Amerang 1991.
- Bundwerkstadel in Niederbayern. Bauernhausmuseum Amerang, Amerang 1997.
- Ein Dach für Sankt Martin. Kirchenrestaurierungsverein St. Martin, Landshut 2000.